# عربی خوزستانی
عربی خوزستانی گویشی از زبان عربی و زیر مجموعه گویش عربی میانرودانی است که مشابه عربی عراقی و عربی خلیجی می‌باشد؛ که در جنوب غربی ایران به ویژه استان خوزستان و بخشهای جنوبی استان ایلام توسط مردم عرب‌ بدان تکلم می‌شود.

## پراکندگی جغرافیایی و لهجه‌ها
زبان عربی در میان عرب‌‌های خوزستان رایج است. بخش‌هایی از استان خوزستان شامل سوسنگرد، هویزه، شادگان،باوی، خرمشهر، آبادان، اهواز و شوش بخش‌هایی هستند که جمعیت قابل توجهی عرب‌زبان در خود جای داده‌اند. همچنین در دیگر شهرهای استان خوزستان مانند 
امیدیه، رامهرمز، ماهشهر، هندیجان و شوشتر و... نیز زبان عربی در میان مردم عرب‌ به کار می‌رود. همچنین جنوب استان ایلام در مناطق دهلران، موسیان و دشت عباس زبان عربی بین مردم عرب‌ رواج دارد.

گویش عربی مردم خوزستان تفاوت‌هایی نیز با یکدیگر دارد و لهجه عربی خرمشهر را فصیح‌ترین و اصلی‌ترین لهجه این گویش می‌دانند.

## ویژگی‌های زبانی
زبان عربی خوزستان به‌دلیل شفاهی بودن و نیز افزایش سواد و تحصیلات میان مردم عرب و نیز گسترش استفاده از رسانه و مدارس فارسی‌زبان تفاوت‌های زیادی با گویش عربی رایج در منطقه عراق یافته‌است. مهم‌ترین این تأثیرات در ساختار جمله است که ترتیب فاعل(s)فعل(v) و مفعول(o) در زبان عربی خوزستانی متفاوت با سایر لهجه‌ها و گویش‌های این زبان است؛ و دو سبک (SVO) و (VSO) در تمام لهجه‌های عربی رایج است اما عربی خوزستانی بر خلاف این‌ها یک الگوی (SOV) هم دارد که به‌جز عربی ازبکستانی در سایر لهجه‌های عربی دیده نمی‌شود و این تحت تأثیر زبان فارسی در ایران و تاجیکی در ازبکستان رقم خورده‌است.

### آواشناسی
از نظر آواشناسی لهجه عربی خوزستان سریع بوده و تمایل به حذف همخوان‌ها در آن وجود دارد. در این لهجه برای مثال واژه أنتَ ('ant-a) در گفتار به صورت إتِّ(e-tt-e) یا در دیگر نمونه قلت لی به معنی (به من گفتی) در میان مردم خوزستان به صورت گلت‌لی (GI-T-LI) تلفظ می‌شود. در لهجه عربی این منطقه صامت «ق» به صورت «گ» و صامت «ک» گاهی به صورت «چ» تلفظ می‌شود که در عربی به آن (الكشكشة) میگویند. همچنین حرف «ج» نیز بیشتر اوقات به صورت «ی» ادا می‌شود که در عربی به آن (اليأيأة) میگویند. این تفاوت‌ها یا نظایر آن در تمام لهجه‌های عربی مانند مصری و لبنانی نیز موجود است.

### نمونه زبانی
نمونه‌ای از تفاوت‌های آوایی عربی خوزستانی و عربی فصیح:
| گویش عربی خوزستان | عربی فصیح | فارسی              |
| ----------------- | --------- | ------------------ |
| عَیِم               | عجم       | غیر عرب            |
| دیایه             | دجاجه     | مرغ                |
| إگعَد              | أقعد      | بنشین              |
| اُبوچ              | أباكِ      | پدر تو(مؤنث)       |
| ییگولون           | یَقولون    | می‌گویند            |
| چِبیر              | کبیر      | بزرگ               |
| ماعِدّی             | ما عندي   | ندارم، نزد من نیست |
| چنت               | کنتُ       | بودم               |
| ییب               | جِئ بـ     | بیاور              |
| إيا               | جاء       | آمد                |